# Working with Fire and Steel - Possible Pop Songs Volume Two
Working with Fire and Steel - Possible Pop Songs Volume Two è il secondo album del gruppo inglese China Crisis, pubblicato dalla Virgin Records nel 1983.

## Tracce
Lato A
1. Working with Fire and Steel – 3:41
2. When the Piper Calls – 4:04
3. Hanna Hanna – 3:29
4. Animals in Jungles – 3:40
5. Here Come a Raincloud – 4:16

Lato B
1. Wishful Thinking – 4:42
2. Tragedy and Mystery – 4:03
3. Papua – 3:36
4. The Gates of Door to Door – 4:16
5. The Soul Awakening – 4:36